# Invasione fase seconda
Invasione fase seconda (Worldwar: Tilting the Balance) è un romanzo di fantascienza ucronica di Harry Turtledove del 1995 che costituisce la seconda parte del Ciclo dell'invasione (Worldwar).

## Trama
All'inizio del 1943, la Razza cerca di consolidare il suo potere in America Latina, Africa e Australia mentre è impegnata in una strenua lotta con le maggiori potenze mondiali: gli Stati Uniti, la Gran Bretagna, l'Unione Sovietica, il Giappone e il Grande Reich Tedesco. Benché in grado di resistere agli invasori, l'umanità ha ricevuto un duro colpo dal nemico spaziale. La Razza mantiene un'innegabile superiorità aerea sul mondo intero, con gli esseri umani ridotti a spostare le loro forze terrestri di notte e ad usare le loro aeronavi solo nelle più disperate emergenze. Con le fonti di petrolio fortemente limitate, la gente ha ripreso ad usare carri trainati da cavalli piuttosto che automobili, e lampade a kerosene piuttosto che luci elettriche. Ma anche se il genere umano brancola nel buio, fisici e ingegneri lavorano accanitamente per sviluppare le prime bombe atomiche dell'umanità, che rappresentano la sola speranza di scacciare la Razza dalla Terra.
Dopo una rapida conquista di Spagna e Portogallo e la capitolazione dell'Italia, la Razza si concentra sullo spostamento delle sue forze in Francia verso est, in direzione del cuore del Reich. Tra gli ufficiali della Wehrmacht che lottano disperatamente per respingere l'ondata delle forze alieni c'è il colonnello Heinrich Jäger. Da poco tornato dalla sua visita a Berchtesgaden da Hitler, Jäger è confuso dalla relazione che ha formato con il sottotenente anziano Ludmila Gorbunova, la pilota ucraina che ha portato il ministro degli esteri sovietico Molotov in Baviera per un incontro con il Führer. È molto innamorato di lei ma si domanda se l'amore possa sbocciare tra due persone che in precedenza erano state nemiche.
Jäger è incaricato del comando in un reggimento di panzer presso Belfort, col compito di impedire che la Razza raggiunga il Reno. Nonostante che gli ultimi modelli di panzer, come il Panther e il Tiger I, diano ai Tedeschi una possibilità di ingaggiare battaglia, essi sono ancora immensamente inferiori ai mezzi della Razza. D'altra parte, gli alieni sono stupiti che gli umani siano in grado di progettare e produrre nuovi modelli di carri armati in un così breve tempo, poiché la velocità di sviluppo tecnologico della Razza è molto più lenta, dell'ordine di secoli. Jäger è bruscamente rimosso dal servizio al fronte e gli viene ordinato di assistere il programma nucleare tedesco a Wittelsbach.
Negli Stati Uniti, il fisico Jens Larssen lascia Chicago per il laboratorio di metallurgia che è stato ricollocato a Denver. Dopo aver attraversato la regione dei Grandi Laghi, si muove rapidamente attraverso il Minnesota e i Dakota. Larssen non è guidato tanto dalla necessità di accelerare lo sviluppo della bomba atomica quanto di riunirsi con la moglie Barbara. Sfortunatamente per lui, Barbara, credendo che il marito fosse morto, ha intrapreso una relazione col caporale Sam Yeager, un soldato responsabile della sorveglianza di due prigionieri di guerra alieni. Yeager fa il traduttore per il laboratorio di metallurgia poiché ha imparato i rudimenti della lingua della Razza. Jens arriva a Denver prima del laboratorio e manda un corriere a cercare Barbara col messaggio che è ancora vivo. Barbara lo apprende solo dopo aver rivelato a Yeager di essere incinta.
In Illinois, dopo la fortunata manovra del generale Patton che ha liberato gran parte dello stato, la Razza ricomincia ad avanzare verso Chicago. I soldati americani combattono valorosamente ma il territorio pianeggiante dà un vantaggio decisivo ai mezzi alieni. Lentamente ma inesorabilmente la Razza si avvicina sempre più al Lago Michigan.
Heinrich Jäger fa in modo di tornare alla linea del fronte a Belfort dopo un periodo improduttivo con i fisici tedeschi che lavorano alle ricerche atomiche a Wittelsbach. Non molto tempo dopo, Wittelsbach è distrutto da una reazione nucleare fuori controllo innescata dagli scienziati nazisti. La fusione del nocciolo dà alla razza la virtuale certezza che la Germania è impegnata nella ricerca nucleare.
I Tedeschi non sono i soli. Su incarico di Stalin, Molotov visita un laboratorio segreto alcuni chilometri a nord di Mosca, dove i ricercatori sovietici stanno tentando di creare un ordigno nucleare da un campione di plutonio raccolto dalle forze russo-tedesche l'anno prima in Ucraina. I risultati sono minimi, così Molotov cerca di spronarli con minacce di torture e di morte se falliscono. Il suo discorso però non produce alcun apprezzabile miglioramento nei risultati ottenuti dai tecnici sovietici.
In Giappone, un pilota di caccia della Razza di nome Teerts è interrogato da ricercatori giapponesi che vogliono capire le dinamiche della fissione nucleare. In quanto pilota, Teerts ha una conoscenza limitata delle armi atomiche, poiché il suo lavoro è solo quello di lanciarle, non di costruirle. I Giapponesi rifiutano di credergli e usano la tortura per rendere Teerts più collaborativo.
Negli Stati Uniti, il laboratorio metallurgico raggiunge finalmente Denver e inizia a lavorare sulla ricerca atomica. Il loro lavoro è aiutato dalla consegna di una piccola quantità di plutonio che il colonnello Leslie Groves porta da Boston, dove un sottomarino britannico l'ha affidato al governo americano. Il plutonio è un quarto di quello rubato alla Razza durante l'operazione nazi-sovietica in Ucraina. È giunto in possesso dei Britannici tramite dei partigiani ebrei che hanno requisito una parte del plutonio consegnato alla Germania quando hanno tenuto in una breve prigionia il colonnello Jäger in Polonia l'inverno precedente. Sfortunatamente, il plutonio in questione non è sufficiente per costruire una bomba atomica. Il laboratorio metallurgico deve produrre una quantità significativa del prezioso elemento prima che gli Americani possano sperare di brandire un'arma nucleare contro la Razza.
Jens Larssen incontra la moglie al suo arrivo a Denver e apprende che si è risposata ed è stata ingravidata dal caporale Sam Yeager. Con una difficile decisione che lascia tutti turbati, ella decide di tenere il bambino e di restare con Yeager. Jens la prende male e il suo lavoro sul progetto della bomba atomica ne risente. Per tenerlo alla larga dai guai, il colonnello Groves ordina a Larssen di recarsi a Hanford e considera la possibilità di trasferire là il laboratorio metallurgico per facilitare la produzione di plutonio. Con un fucile Springfield M1903 a tracolla, Jens si dirige verso lo stato di Washington in bicicletta.
Jäger, supervisionando gli sforzi per recuperare il plutonio dal reattore fuso a Wittelsbach, è reclutato dallo Standartenführer delle SS Otto Skorzeny per contribuire a riprendere la città di Spalato alla Razza, che ha offerto allo Stato Indipendente di Croazia degli incentivi a passare dalla loro parte (e anche per cercare di attirare Skorzeny a Spalato per ucciderlo). Tuttavia, Skorzeny e Jäger, grazie a mappe molto dettagliate, scavano una galleria fino al centro della guarnigione della Razza e, con numerosi soldati croati e fucili d'assalto FG 42 (che sono superiori alle armi della fanteria della Razza), neutralizzano completamente la guarnigione, ed ogni membro della Razza a Spalato è ucciso o fatto prigioniero. Tra i morti c'è Drefsab, ufficiale capo dello spionaggio del comandante della flotta Atvar.
All'inizio dell'estate del 1943, la Razza si avvicina sempre più alla Germania, Mosca appare a un passo dalla caduta e negli USA le lucertole raggiungono i sobborghi di Chicago. La Razza avanza verso Mosca solo per essere bruscamente fermata dalla detonazione di una bomba atomica fatta da mani umane e piantata come una mina terrestre tra Kaluga e Mosca. La bilancia del potere nel conflitto è stata drammaticamente ridefinita.

## Personaggi
Tutti i personaggi del romanzo sono legati uno all'altro da un filo conduttore di conoscenze in comune.
Umani
- Sam Yager: l'unico personaggio umano che è protagonista dall'inizio del ciclo dell'invasione alla fine del ciclo della colonizzazione. Giocatore dei Decatur Commodores, si arruola nell'esercito americano dopo l'invasione aliena. La sua passione per la fantascienza gli permette di essere assegnato a due rettili PDG di cui diventerà il traduttore e sorvegliante speciale. Aggregatosi al metallurgical laboratory di Chicago, aiuta gli scienziati ad interrogare i prigionieri della Razza sui misteri dell'atomo. S'innamora di Barbara Larssen, moglie del fisico Jens Larssen durante il viaggio per Denver.
- Heinrich Jäger: uno dei protagonisti del ciclo dell'invasione. Ufficiale della Wehrmacht, combatte dapprima contro i sovietici sul fronte russo, poi assieme a loro contro la Razza quando invade il pianeta. Inizia a dubitare della bontà del regime che serve quando s'interroga sui massacri degli ebrei perpetuati dalla mano delle SS. È a capo di un'unità di Panzer, ma combatte a fianco di Otto Skorzeny per recuperare il metallo fuoriuscito dalle astronavi aliene. Si innamora della tenente Ludmila Gorbunova.
- Ludmila Gorbuova: una dei protagonisti del ciclo dell'invasione, ma farà la sua comparsa anche nel ciclo della colonizzazione. Pilota delle forze aeree russe a bordo di un kukuruznik, combatte prima contro i tedeschi poi contro i rettili. Convinto membro del Partito Comunista, non dubita mai delle scelte del compagno Stalin. Incontra il maggiore Heinrich Jäger di cui si innamora.
- Jens Larssen: inizialmente un coscienzioso fisico in servizio presso l'Università di Chicago, quando viene separato dalla moglie fa enormi sacrifici per riuscire a ricongiungersi con lei, per scoprire infine che, credendolo morto, si è accompagnata con Sam Yager. Inizia allora a maturare una profonda disillusione verso la vita e tutto il genere umano, che lo porterà sull'orlo del tradimento.

La Razza
- Atvar: Signore della Flotta di conquista, vive male il fatto di non riuscire a portare a termine la missione affidatagli dall'Imperatore. Rifiuta di usare l'arsenale atomico su Tosev III e si affida, dapprima incondizionatamente, poi senza molte speranze, al potenziale tecnologico della razza.
- Straha: signore di Nave della Imperatore Yower 206º. Troppo impetuoso per gli standard della Razza, e comunque troppo conservatore per i toseviti, spinge senza successo il Signore di Flotta Atvar ad annientare la resistenza tosevita con ogni mezzo. Terzo nella scala gerarchica, è diretto avversario di Kirel, Signore di Nave della Nave Ammiraglia Imperatore Hetto 127°.
- Drefsab: Addetto ai servizi segreti di Atvar, cade vittima dell'assuefazione di una droga tosevita conosciuta agli umani come zenzero. Perspicace e reattivo, cerca di eliminare lo spaccio di questa droga tra i maschi della Razza. Viene ucciso in combattimento.

## Edizioni
- (EN) Harry Turtledove, Worldwar: tilting the Balance, Del Rey Books, 1995, ISBN 9780345389978.
- Harry Turtledove, Invasione: Fase seconda, collana Narrativa Nord, traduzione di Gianluigi Zuddas, n. 72, Editrice Nord, 1996, ISBN 88-429-0931-9.
- Harry Turtledove, Invasione Fase seconda, collana TEADue, traduzione di Gianluigi Zuddas, n. 11622, Editori Associati, 2004, ISBN 88-502-0605-4.